# Bezirk Währing
Der Bezirk Währing war ein politischer Bezirk in Österreich.

## Geschichte
Die Bezirkshauptmannschaft Währing bestand lediglich von 1890 bis 1891. Zuvor gehörte ihr Gebiet zum Bezirk Hernals. Im Zuge der Stadterweiterung Wiens wurde der Bezirk aufgelöst und hörte mit dem 31. Dezember 1891 zu bestehen auf. Die früheren Gemeinden Währing, Weinhaus, Gersthof, Pötzleinsdorf, Neustift am Walde, Unter-Döbling, Ober-Döbling, Heiligenstadt, Nussdorf, Ober-Sievering, Unter Sievering sowie der Großteil von Salmannsdorf, Grinzing und Kahlenbergerdorf gehören seitdem zu Wien, die übrigen Gemeinden kamen zum neu errichteten Bezirk Tulln.

## Gliederung
Der ehemalige Bezirk umfasste:
- den heutigen Nordwesten von Wien (Gemeindebezirke 18 und 19, das sind Währing und Döbling),
- folgende Gemeinden des heutigen Bezirkes Tulln (Namen nach jetzigem Stand): Judenau-Baumgarten, Klosterneuburg, Königstetten, Langenrohr, Muckendorf-Wipfing, St. Andrä-Wördern, Sieghartskirchen, Tulbing, Tulln und Zeiselmauer-Wolfpassing.

Bezirksgerichte bestanden in Währing, Klosterneuburg und Tulln.